# Oncideres quercus
Oncideres quercus là một loài bọ cánh cứng trong họ Cerambycidae.